# Kaple svatého Floriána (Proskovice)
Kaple svatého Floriána je malá sakrální stavba v Proskovicích, městském obvodu statutárního města Ostravy. Je chráněna jako kulturní památka České republiky.

## Historie
Kaple byla vystavěna v 18. století, podle datace na zvonu zřejmě mezi lety 1736-1737. Přesná doba výstavby ovšem není přesně známá. Ke dni 5. května 1737 je doloženo požehnání sochy svatého Floriána v kapli. Kaplička sloužila především jako zvonice. Malý zvon z věžičky byl zrekvírován pro válečné účely v roce 1916. Později, ve 40. letech 20. století byl v Proskovicích postaven nový kostel, zasvěcený rovněž sv. Floriánovi.

## Architektura
Kaple se nachází na spojnici ulic U Zvonice a Světlovská. Je to drobná, neorientovaná, mírně obdélná barokní stavba se sanktusníkem. Vstupní průčelí je završeno výrazným členěným štítem. V nikách štítu kaple jsou malé moderní sošky (zleva doprava) svatého Jana Nepomuckého, Panny Marie s dítětem Ježíšem a svatého Floriána.